# Altıntaş, Çelikhan
Altıntaş là một xã thuộc huyện Çelikhan, tỉnh Adıyaman, Thổ Nhĩ Kỳ. Dân số thời điểm năm 2011 là 26 người.